# Ernest Needham
Ernest Needham (Chesterfield, 21 gennaio 1873 – Chesterfield, 8 marzo 1936) è stato un calciatore e crickettista inglese, di ruolo ala.

## Carriera

### Club
Ha sempre giocato con la maglia dello Sheffield United.

### Nazionale
Conta 16 presenze una rete con la maglia della nazionale di cui fu capitano in un'occasione nel 1901.

## Palmarès

### Club

#### Competizioni nazionali
- Campionato inglese: 1

Sheffield United: 1897-1898
- Coppa d'Inghilterra: 2

Sheffield United: 1898-1899, 1901-1902

#### Competizioni regionali
- Sheffield and Hallamshire Senior Cup: 9

Sheffield United: 1891-1892, 1892-1893, 1896-1897, 1897-18989, 1898-1899, 1900-1901, 1904-1905, 1907-1908, 1908-1909